# Савезнички рат (357—355. п. н. е.)
Савезнички рат вођен је од 357. до 355. п. н. е. између Атине и њеног Другог атинског поморског савеза са једне и Византиона и побуњених чланица савеза Хиоса, Родоса и Коса са друге стране. Завршен је поразом Атине и распуштањем Другог атинског поморског савеза.

## Увод
Други атински поморски савез основан је 378. п. н. е. са циљем одбране од Спарте и њеног отвореног кршења Анталкидовог мира. Поразом Спарте у бици код Леуктре завршена је њена хегемонија. Савез се ипак одржао као противтежа Теби која је на челу Беотијског савеза успоставила своју хегемонију. Тебанска хегемонија трајала је девет година, до 362. п. н. е. када је она доживела пораз у бици код Мантинеје. Атина поново постаје најмоћнији грчки полис. Међу савезницима се јавља страх да би Атина поново могла почети наметати своју политику чланицама свог савеза. Исто је учинила један век раније чланицама Делског (Првог атинског поморског) савеза. 
Ситуација се још више компликује уплитањем Персијског царства у унутрашња збивања Грчке. Још у време Тебанске хегемоније, персијски цар Артаксеркс II отворено је подржавао Пелопиду и Епаминонду и наредио Атињанима да обуставе све непријатељске акције против Беотијског савеза и "извуку своје бродове на копно". Атињани одбијају и шаљу флоту од 30 тријера у Јонију како би се умешала у сукобе тамошњих сатрапа. Из страха да би Атина помогла сатрапе да збаце цара са власти, Артаксеркс III подстиче побуну олигархијске групације на Косу, Родосу и Хиосу. Побуњеницима се прикључио и Византион заплашен атинском војском која се на Хелеспонту борила против Трачана.

## Рат
Атина на почетку рата трпи поразе. Хабрија, победник у бици код Наксоса, 357. п. н. е. гине у походу на Хиос. Следеће године Харесова војска која се на Хелеспонту борила против Трачана остаје без новца због чега се прикључује сатрапу Артабазу од Фригије у борби против цара. Харес је потучен и приморан да се врати у Атину. Цар је забранио сатрапима да узимају најамничку војску.
Исте године је Атина припремала нови поход на Хиос. Пред окршај је избила олуја због чега Атињани, сви сем Хареса, одбијају да наставе поход. Харес је поражен у бици код Ембате. Тада персијски цар шаље Атини ултиматум да призна независност побуњених полиса запретивши ратом. Атина је приморана да пристане. Крај Савезничког рата означава и завршетак Другог атинског поморског савеза. Средства прикупљена за наставак рата потрошена су на фестивале и јавну разоноду. У тесној вези са Атином остали су само Киклади, Лезбос, Имброс, Самос, острва дуж обале Тракије, Скирос и неколико градова Херонеса Трачког.

## Последице
Други атински поморски савез престао је да постоји. Атина је и поред тога задржала статус хегемона у Грчкој, али њена хегемонија није била ни налик спартанској. Персија је осигурала своје западне границе Ипак, највећу корист од Савезничког рата имала је [античка Македонија|Македонија]] под Филипом II који је ојачао своје позиције у Тракији и Тесалији створивши предуслове да остатку Грчке наметне своју хегемонију.